# Lawinenstein
Lawinenstein är ett berg i Österrike.   Det ligger i distriktet Liezen och förbundslandet Steiermark, i den centrala delen av landet, 190 km väster om huvudstaden Wien. Toppen på Lawinenstein är 1 965 meter över havet, eller 767 meter över den omgivande terrängen. Bredden vid basen är 5,1 km.
Terrängen runt Lawinenstein är bergig österut, men västerut är den kuperad. Runt Lawinenstein är det ganska glesbefolkat, med 25 invånare per kvadratkilometer.. Närmaste större samhälle är Bad Aussee, 12,9 km väster om Lawinenstein. 
I omgivningarna runt Lawinenstein växer i huvudsak blandskog.